# Léon Hatot
Léon Hatot (* 22. April 1883 in Châtillon-sur-Seine; † 11. September 1953) war ein französischer Uhrmacher und Juwelier.

## Leben
Hatot studierte von 1895 bis 1898 an der Uhrmacherschule in Besançon und anschließend an der Hochschule der Künste. 1905 eröffnete er in Besançon ein Fachgeschäft für die Fertigung und Gravur von Uhrengehäusen aus Edelmetallen. In Paris übernahm er 1911 die Firma Bredillard, fertigte aber auch weiter in seiner bisherigen Manufaktur. Ab 1919 gründete er eine Firma für die Produktion batteriebetriebener Uhren. 1923 stieß Marius Lavet dazu, mit dem Hatot die Fertigung der ATO-Penduletten begann. 1925 gewann Hatot für eine Kollektion elektrischer Uhren im Art-déco-Stil den Grand Prix der Exposition internationale des Arts Décoratifs et industriels modernes und wurde zum Ritter der Ehrenlegion ernannt.
1929 folgte die Entwicklung einer neuartigen Form selbstaufziehender Armbanduhren („Rolls“), größere Aufmerksamkeit erregten jedoch kleine elektrische Uhren, die Hatot auf der Colonial Exhibition von 1931 erstmals vorstellte. 1933 übernahm Hatot auch den seit mehr als 100 Jahren in Paris ansässigen Uhrmacherbetrieb von Jean Paul Garnier, um die Palette an Modellen zu erweitern. Die Fabrikation wurde jetzt in Paris zentralisiert, der Standort in Besançon stark verkleinert. Marius Lavet meldete für Hatot 1938 den Lavet-Schrittmotor als Patent an, der prinzipiell noch heute in Quarzuhren Verwendung findet.
Hatot wurde besonders für seine künstlerische Gestaltung von Sonderanfertigungen bekannt. Er gehörte zu den Gründungsmitgliedern der Chronometrischen Gesellschaft Frankreichs und entwarf jährlich auch den Uhrenpokal, der an den Gewinner des chronometrischen Wettbewerbs vergeben wurde.
Das Unternehmen Léon Hatot gehört heute zur Schweizer Swatch Group.